# چشمه آبگرم ایواکورا

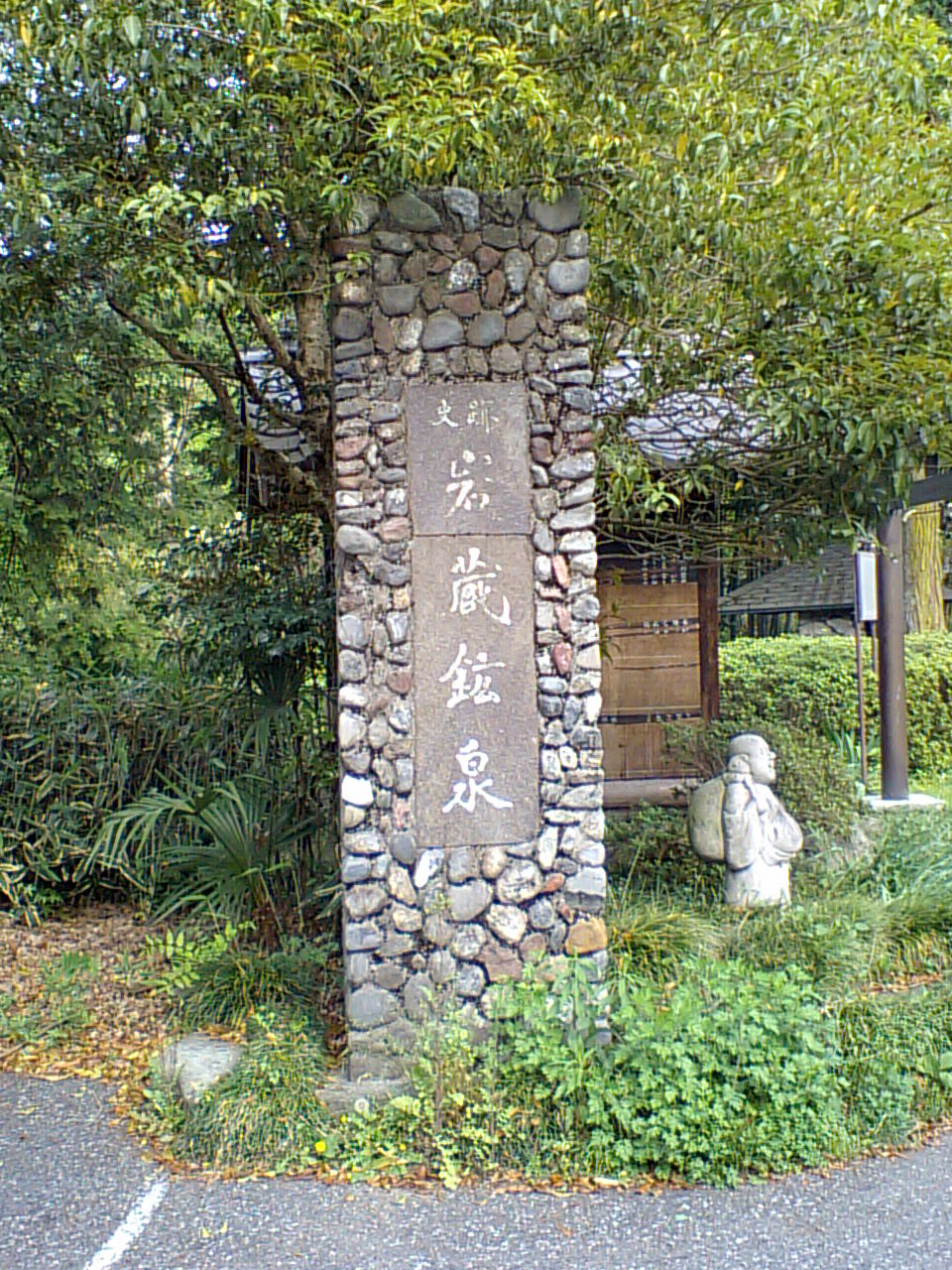
چشمه آبگرم ایواکورا

چشمه آبگرم ایواکورا (به ژاپنی: 岩蔵温泉 iwakura onsen) در منطقهٔ اومه در توکیو پایتخت ژاپن واقع شده‌است. در اطراف این چشمه پنج مهمانخانهٔ سنتی ژاپن یا ریوکان وجود دارد.

## دسترسی به منطقه
- خط سیبو ایکه‌بوکورو ایستگاه هاننو(飯能駅)، خطوط اتوبوس سیبو، مسیر اتوبوس بطرف هیگاشی اومه، ایستگاه اتوبوس چشمه آبگرم ایواکورا
- خط اومه ایستگاه اومه در شمالی، خطوط اتوبوس توئی، مسیر اتوبوس بطرف ایواایدو (岩井堂)، ایستگاه اتوبوس چشمه آبگرم ایواکورا